# مظهر همدانی
مظهر همدانی شهرت میرزا علی‌اکبر متخلص به مظهر متولد ۱۲۳۲ شمسی در همدان بود. پس از تحصیلات مقدماتی در مدرسه زنگنه همدان به آموختن فقه و اصول و منطق و فلسفه و عروض پرداخت تا جایی که در زمرهٔ اساتید دورهٔ خود درآمد و برخی دروس را تدریس می‌کرد. برای امرار معاش در دستگاه امیر افخم قراگوزلو همدانی به منشی‌گری اشتغال یافت و تا پایان عمر در این منصب بود. اشعارش حاکی از طبع توانمند اوست و بخصوص مهارتش در سرودن قصیده و مسمط آشکار است. نزدیک به نیمی از اشعارش در مدح و منقبت اهل بیت است. دیوانش را حدود ۱۰۰۰۰ بیت گفته‌اند و منظومه‌ای به نام خستوی بدو منسوب است
دیوان اشعار این شاعر و اندیشمند فرزانه در سال ۱۳۸۱ به کوشش و همت نوه ایشان آقای ناصر مظهر در همدان منتشر شد و در دسترس علاقه مندان قرار گرفت .